# Gouvernement Fabra
 Communauté valencienne
Camps III Puig I
Le gouvernement Fabra est le gouvernement de la Communauté valencienne entre le 28 juillet 2011 et le 29 juin 2015, durant la VIIIe législature du Parlement valencien. Il est présidé par Alberto Fabra.

## Historique
Le 20 juillet 2011, Camps décide de remettre sa démission après avoir été mis en examen dans le cadre de l'affaire Gürtel. La maire de Valence Rita Barberá ayant refusé de lui succéder, le groupe parlementaire choisit le maire de Castellón de la Plana Alberto Fabra pour devenir le cinquième président de la Généralité. Il est investi par le Parlement le 27 juillet suivant. Les membres de l'exécutif sont nommés le 28 juillet.

## Composition

### Initiale (28 juillet 2011)
| Fonction                                                             | Titulaire | Titulaire                        | Parti |
| -------------------------------------------------------------------- | --------- | -------------------------------- | ----- |
| Président                                                            |           | Alberto Fabra Part               | PPCV  |
| Vice-présidente, secrétaire du Conseil Conseillère à la Présidence   |           | Paula Sánchez de León Guardiola  | PPCV  |
| Conseiller à l'Économie, à l'Industrie et au Commerce                |           | Enrique Verdeguer Puig           | Sans  |
| Conseiller aux Finances et à l'Administration publique               |           | José Manuel Vela Bargues         | Sans  |
| Conseiller à l'Éducation, à la Formation et à l'Emploi               |           | José Císcar Bolufer              | PPCV  |
| Conseiller à la Santé                                                |           | Luis Rosado Bretón               | Sans  |
| Conseillère aux Infrastructures, au Territoire et à l'Environnement  |           | Isabel Plácida Bonig i Trigueros | PPCV  |
| Conseiller à la Justice et au Bien-être social                       |           | Jorge Cabré Rico                 | Sans  |
| Conseillère à l'Agriculture, à la Pêche, à l'Alimentation et à l'Eau |           | Maritina Hernández Miñana        | PPCV  |
| Conseillère au Tourisme, à la Culture et au Sport, porte-parole      |           | Dolores Johnson Sastre           | Sans  |
| Conseiller à l'Intérieur                                             |           | Serafín Castellano Gómez         | PPCV  |

### Remaniement du30 décembre 2011
- Les nouveaux conseillers sont indiqués en gras, ceux ayant changé d'attributions en italique.

| Fonction                                                                         | Titulaire | Titulaire                        | Parti |
| -------------------------------------------------------------------------------- | --------- | -------------------------------- | ----- |
| Président                                                                        |           | Alberto Fabra Part               | PPCV  |
| Vice-président, porte-parole et secrétaire du Conseil Conseiller à la Présidence |           | José Císcar Bolufer              | PPCV  |
| Conseiller à l'Économie, à l'Industrie et au Commerce                            |           | Enrique Verdeguer Puig           | Sans  |
| Conseiller aux Finances et à l'Administration publique                           |           | José Manuel Vela Bargues         | Sans  |
| Conseillère à l'Éducation, à la Formation et à l'Emploi                          |           | María José Català Verdet         | PPCV  |
| Conseiller à la Santé                                                            |           | Luis Rosado Bretón               | Sans  |
| Conseillère aux Infrastructures, au Territoire et à l'Environnement              |           | Isabel Plácida Bonig i Trigueros | PPCV  |
| Conseiller à la Justice et au Bien-être social                                   |           | Jorge Cabré Rico                 | Sans  |
| Conseillère à l'Agriculture, à la Pêche, à l'Alimentation et à l'Eau             |           | Maritina Hernández Miñana        | PPCV  |
| Conseillère au Tourisme, à la Culture et au Sport                                |           | Dolores Johnson Sastre           | Sans  |
| Conseiller à l'Intérieur                                                         |           | Serafín Castellano Gómez         | PPCV  |

### Remaniement du20 janvier 2012
- Les nouveaux conseillers sont indiqués en gras, ceux ayant changé d'attributions en italique.

| Fonction                                                                         | Titulaire | Titulaire                                      | Parti |
| -------------------------------------------------------------------------------- | --------- | ---------------------------------------------- | ----- |
| Président                                                                        |           | Alberto Fabra Part                             | PPCV  |
| Vice-président, porte-parole et secrétaire du Conseil Conseiller à la Présidence |           | José Císcar Bolufer                            | PPCV  |
| Conseiller à l'Économie, à l'Industrie et au Commerce                            |           | Máximo Buch Torralva                           | Sans  |
| Conseiller aux Finances et à l'Administration publique                           |           | José Manuel Vela Bargues (jusqu'au 30/11/2012) | Sans  |
| Conseiller aux Finances et à l'Administration publique                           |           | José Císcar Bolufer a.i.                       | PPCV  |
| Conseillère à l'Éducation, à la Formation et à l'Emploi                          |           | María José Català Verdet                       | PPCV  |
| Conseiller à la Santé                                                            |           | Luis Rosado Bretón                             | Sans  |
| Conseillère aux Infrastructures, au Territoire et à l'Environnement              |           | Isabel Plácida Bonig i Trigueros               | PPCV  |
| Conseiller à la Justice et au Bien-être social                                   |           | Jorge Cabré Rico                               | Sans  |
| Conseillère à l'Agriculture, à la Pêche, à l'Alimentation et à l'Eau             |           | Maritina Hernández Miñana                      | PPCV  |
| Conseillère au Tourisme, à la Culture et au Sport                                |           | Dolores Johnson Sastre                         | Sans  |
| Conseiller à l'Intérieur                                                         |           | Serafín Castellano Gómez                       | PPCV  |

### Remaniement du7 décembre 2012
- Les nouveaux conseillers sont indiqués en gras, ceux ayant changé d'attributions en italique.

| Fonction | Titulaire | Titulaire                        | Parti |
| --- | --------- | -------------------------------- | ----- |
| Président |           | Alberto Fabra Part               | PPCV  |
| Vice-président, porte-parole et secrétaire du Conseil Conseiller à la Présidence, à l'Agriculture, à la Pêche, à l'Alimentation et à l'Eau |           | José Císcar Bolufer              | PPCV  |
| Conseiller à l'Économie, à l'Industrie au Tourisme et à l'Emploi                                                                           |           | Máximo Buch Torralva             | Sans  |
| Conseiller aux Finances et à l'Administration publique                                                                                     |           | Juan Carlos Moragues Ferrer      | PPCV  |
| Conseillère à l'Éducation, à la Culture et au Sport                                                                                        |           | María José Català Verdet         | PPCV  |
| Conseiller à la Santé |           | Manuel Llombart Fuertes          | Sans  |
| Conseillère aux Infrastructures, au Territoire et à l'Environnement                                                                        |           | Isabel Plácida Bonig i Trigueros | PPCV  |
| Conseillère au Bien-être social |           | Asunción Sánchez Zaplana         | PPCV  |
| Conseiller à l'Intérieur et à la Justice                                                                                                   |           | Serafín Castellano Gómez         | PPCV  |

### Remaniement du29 mai 2014
- Les nouveaux conseillers sont indiqués en gras, ceux ayant changé d'attributions en italique.

| Fonction | Titulaire | Titulaire                                                           | Parti |
| --- | --------- | ------------------------------------------------------------------- | ----- |
| Président |           | Alberto Fabra Part                                                  | PPCV  |
| Vice-président, secrétaire du Conseil Conseiller à la Présidence, à l'Agriculture, à la Pêche, à l'Alimentation et à l'Eau |           | José Císcar Bolufer                                                 | PPCV  |
| Conseiller à l'Économie, à l'Industrie au Tourisme et à l'Emploi                                                           |           | Máximo Buch Torralva                                                | Sans  |
| Conseiller aux Finances et à l'Administration publique                                                                     |           | Juan Carlos Moragues Ferrer                                         | PPCV  |
| Conseillère à l'Éducation, à la Culture et au Sport, porte-parole                                                          |           | María José Català Verdet                                            | PPCV  |
| Conseiller à la Santé |           | Manuel Llombart Fuertes                                             | Sans  |
| Conseillère aux Infrastructures, au Territoire et à l'Environnement                                                        |           | Isabel Plácida Bonig i Trigueros                                    | PPCV  |
| Conseillère au Bien-être social                                                                                            |           | Asunción Sánchez Zaplana                                            | PPCV  |
| Conseiller à l'Intérieur et à la Justice                                                                                   |           | Serafín Castellano Gómez (jusqu'au 12/06/2014) Luis Santamaría Ruiz | PPCV  |

### Ajustement du13 juin 2015
- Les nouveaux conseillers sont indiqués en gras, ceux ayant changé d'attributions en italique.

| Fonction | Titulaire | Titulaire                        | Parti |
| --- | --------- | -------------------------------- | ----- |
| Président Conseiller à la Présidence a.i.                                                                                                 |           | Alberto Fabra Part               | PPCV  |
| Conseiller à l'Économie, à l'Industrie au Tourisme et à l'Emploi Conseiller à l'Agriculture, à la Pêche, à l'Alimentation et à l'Eau a.i. |           | Máximo Buch Torralva             | Sans  |
| Conseiller aux Finances et à l'Administration publique                                                                                    |           | Juan Carlos Moragues Ferrer      | PPCV  |
| Conseillère à l'Éducation, à la Culture et au Sport, porte-parole Secrétaire du Conseil a.i.                                              |           | María José Català Verdet         | PPCV  |
| Conseiller à la Santé Conseiller au Bien-être social a.i.                                                                                 |           | Manuel Llombart Fuertes          | Sans  |
| Conseillère aux Infrastructures, au Territoire et à l'Environnement                                                                       |           | Isabel Plácida Bonig i Trigueros | PPCV  |
| Conseiller à l'Intérieur et à la Justice                                                                                                  |           | Luis Santamaría Ruiz             | PPCV  |